# 大川原化工機事件
大川原化工機事件（おおかわらかこうきじけん）は、生物兵器の製造に転用可能な噴霧乾燥機を経済産業省の許可を得ずに輸出したとして、2020年3月11日に警視庁公安部外事第一課が神奈川県横浜市都筑区の大川原化工機株式会社の代表取締役ら3人を逮捕したが、杜撰な捜査と証拠による冤罪が明らかになった事件。
代表取締役らは一貫して無罪を主張した。しかし保釈は認められず、その間に相談役は進行胃がんと診断され入院した。2021年2月5日、代表取締役と常務取締役は11か月ぶりに釈放されたが、7日に相談役は病死した（死因は胃がん）。数十回にわたり取り調べを受けた女性社員はうつ病を発症した。亡くなった相談役は、入院治療の必要があると弁護士が訴えたにもかかわらず、病気発覚以前からのものを含めれば保釈要請は計7回も認められなかったという。その一方で、捜査を主導した警部および警部補は事件後に昇任した。東京地方検察庁は第1回公判直前の7月30日に公訴を取り下げ、刑事裁判を終結させた。
2021年9月8日、代表取締役と常務取締役、相談役の遺族は、国と東京都に対して約5億6500万円の損害賠償を求める訴訟を東京地方裁判所に起こした。公判では、捜査に関わった現職警察官が事件自体が捏造だと証言し、また、研究者が捜査報告書に書かれた自身の意見が実際に語ったはずの発言内容と異なっていると証言するなど、異例の展開となった。一審、二審、ともに警察・検察の捜査の違法性を認め、2025年6月12日、国と東京都に対し1億6600万円余りの賠償を命じる高裁判決が確定した。6月20日、警視庁と東京地検の幹部が大川原化工機の本社を訪れ、代表取締役と常務取締役に直接謝罪するも、謝罪の際、常務取締役の名を間違って呼び、社名も間違えた。

## 経緯

### 警視庁公安部による任意取調べ
2013年10月、貨物等省令が改正され、一定の要件を満たす噴霧乾燥機は兵器転用が可能であることから、これらを輸出する際に経済産業省の許可を要することとなった。噴霧乾燥機分野の国内市場70％をシェアする横浜市都筑区に本社がある大川原化工機株式会社は、法改正にあたって積極的にヒアリングに応じ、経産省や安全保障貿易情報センター（CISTEC）に対し、全面協力をした。
2016年6月2日、大川原化工機は噴霧乾燥機「RL-5」をBASFの子会社へ納入するため、中華人民共和国に輸出した。
貨物等省令の定める噴霧乾燥機の規制要件は以下のとおり。
1. 水分蒸発量が1時間あたり、0.4キロ以上400キロ以下のもの。
2. 平均粒子径10マイクロメートル以下の製品を製造することが可能なもの。または噴霧乾燥機の最小の部分品の変更で平均粒子径10マイクロメートル以下の製品を製造することが可能なもの。
3. 定置した状態で機械内部の滅菌または殺菌をすることができるもの。

これら3つの要件にすべて当てはまるときは経産省の許可が必要となる。噴霧乾燥器で生物兵器を製造しようとした場合、機械内部に残る有害な菌に、製造にあたる作業員が暴露するのを防がなければならないが、そのためには「定置した状態で（＝機械を分解しない、そのままの状態で）」機械内部に残る有害な菌を殺滅できる性能が噴霧乾燥器に備わっていることが必要となる。会社側は輸出した製品に3.の能力がなく、規制対象に該当しないと確信していた。ところが警視庁公安部は「ヒーターを空焚きして装置内部の温度を上げれば、一部の菌を殺すことは可能ではないか」という論拠を組み立て、2017年5月頃から「大川原化工機が生物兵器の製造に転用可能な噴霧乾燥器を無許可で輸出した」として捜査を開始した。捜査は、ロシアとヨーロッパの諜報活動を捜査する外事一課第五係が担当。外事一課の渡辺誠管理官と第五係長の宮園勇人警部が指揮した。当時第五係の捜査員約20人を率いていた宮園は日ごろから「大企業だと警察OBがいる。会社が小さすぎると輸出自体をあまりやっていない。100人ぐらいの中小企業を狙うんだ」と言って部下に発破をかけた。大川原化工機は社員約90人の中小企業で、警察OBも雇っていなかった。条件に一致していた。
2017年5月18日、宮園の部下である安積伸介警部補は防衛医科大学校を訪れ、微生物学を専門とする四ノ宮成祥教授と面会し「滅菌」と「殺菌」の定義について意見を求めたが、事件の捜査であることは伏せられた。面会は翌年まで何度も行われた。2018年3月28日、来訪した安積は突然ノートパソコンを取り出し、四ノ宮に供述調書を取りたいと言った。安積はあらかじめ作成した文書を画面で見せながら、四ノ宮に確認させた。画面を使っての確認を終えると、同伴の刑事が持参したポータブルプリンターで印刷した。四ノ宮は深く読み返しもせず、ひとつも修正しないまま、署名押印に応じた。公安部は2017年11月15日に作成した「捜査メモ」（乙8号証の33）で決定的とされる捏造を行った。メモには四ノ宮の言葉として「噴霧乾燥機は、末端付近まで100度以上の熱風がいきわたるのであれば、細菌は水分が枯渇すれば死んで感染能力を失うため、機器が機能として持つ温度で殺すことができる」「乾熱による滅菌・殺菌は、蒸気などと同様に一般的な方法であることから、乾熱で大腸菌などを殺菌できるのであれば、特段問題なく輸出規制に該当する機器と判断できる」と記されていた。これらの報告書は、警視庁の殺菌理論の根拠として経産省の説得に用いられた。四ノ宮は当該事件の国家賠償請求訴訟に提出した陳述書で「私は機械の専門家ではないので、機械の性能について事細かに話すことはない。安積刑事が話したことを敢えて否定しなかったか、完全に作文しているかのどちらかだと思う」と述べている。
2017年10月6日、公安部外事第一課第五係は経産省との打ち合わせを開始した。捜査を開始した頃、第五係は部内から「目立った成果を上げていない」と見なされており、幹部は「このままでは人員を減らされ縮小させられる」「経産省に『殺菌概念が無い』と言わせるな。経産省がそれを言ったら事件は終わり」と話していた。同省は公安部の捜査方法に懐疑的であり、10月27日に同省上席安全保障貿易検査官は「本当に情けない話だが、この省令には欠陥があるとしか言いようがない。省令の改正をしない限り、噴霧乾燥機を規制することはできないと考える」と伝えた。打ち合わせは何度も行われるが平行線のままだった。また、経産省側からは問題があるのであれば直ぐにでも止めさせたいのでそのように指導するといった話も出されたが、逆に公安部ではそれでは自身らの手柄にならないとして断ったともいう。2018年2月2日の打ち合わせでも経産省側は「滅菌、殺菌できるということを満たしていない」と述べ、話し合いは平行線をたどった。
2018年2月8日、経産省は突然、ガサ入れ（強制的な家宅捜査）を容認する姿勢に転じた。公安部と経産省の打ち合わせに同席していた警部補は、6日のあいだに経産省が態度を一変させた背景として、「公安部の新美恭生部長が経産省にお願いしたと認識している」とのちに法廷で証言している。経産省の課長補佐もNHKの取材に対し「新美部長が動いたと聞いている」と説明した。
同年2月19日　大川原化工機は噴霧乾燥器「L-8i」をLGグループの子会社へ納入するため、韓国に輸出した。同年10月3日、公安部はRL-5の輸出に関し、家宅捜索と差押えを実施した。
同年12月、公安部は役員と社員に対する任意の取り調べを開始。取り調べは長期間、継続的に行われた。代表取締役O（以下、O）は39回、常務取締役S（以下、S）は35回、相談役A（以下、A）は18回もの取調べに応じ、捜査へ協力した。その他、会社関係者47人が任意の取調べに協力し、その回数は延べ263回に及んだ。Oは、どれだけ執拗に聴取を受けようと、いずれは警察も自らの見込み違いに気づくだろうと楽観していたという。大川原化工機は会社の経営理念に「平和で健康的な社会作りに貢献する」と掲げていた。会社設立から数年後に他社から転職してきたSも武器商人のような仕事を心底嫌っていた。法的義務がないにもかかわらず、Oとともに海外の全顧客から「兵器転用はしない」という趣旨の約定の提出まで求めるほどだった。Oは取材に対して「われわれはまったくのシロ、潔白であって、どう考えても無罪、無実ですから、きちんと調べてもらえば起訴はされないだろうと思っていました」と答えている。
宮園の無理筋な捜査手法に「客観的な事実に基づき捜査を行うべきです」と進言する部下もいたが「事件を潰す気か。責任を取れるのか」と宮園はその部下を怒鳴りつけ、強引に捜査を推し進めた。
2019年6月、東京地方検察庁に塚部貴子検事が着任し、担当検察官となった。
同年10月3日朝、Sの直属の部下で、貿易実務検定の資格を持つ女性社員は出勤する際、刑事に阻まれ、家宅捜索を受けた。同年12月から原宿署で取り調べが開始。公安部外事第一課の田村浩太郎警部補は、言葉尻をとらえては調書を改ざんした。取り調べは数十回にわたり、女性社員はうつ病を発症した。女性社員は会社の顧問弁護士に相談し、弁護士は当局に「田村浩太郎以外で、原宿署ではなく近くて窓があるところ」と求めた。担当刑事は代わり、町田署と玉川署の窓のある会議室になった。そのときには調書は完成していた。東京地検に出向くと、植田彩花検事は田村が作った調書を見て「これは無理やり取られた調書かな」と言った。植田は同様のことを財務担当社員の調書に対しても発した。しかし担当検察官は植田の上司の塚部になっていたため、公安部の思惑どおりに捜査は進む。
警視庁公安部の「暴走」の背景には、第2次安倍政権における警察官僚の重用、それに伴う警察官僚と政治権力中枢の関係強化、外事警察の存在意義などがあったと指摘されている。第2次安倍内閣発足時に内閣官房副長官に就任した杉田和博は2017年8月3日、内閣人事局長を兼任した。2019年9月13日、国家安全保障会議の事務局である国家安全保障局の局長が、外務省出身の谷内正太郎から警察庁出身の北村滋に変わる。北村は内閣情報官時代に特定秘密保護法の法案策定に関わった官僚として知られていた。同年10月31日、北村は長年の目標だった経済安全保障を扱う「経済班」の設置準備室を局内に立ち上げた。経済班が2020年4月1日に発足する直前、公安部は逮捕に踏み切った。

### 逮捕後の捜査
2020年3月11日、警視庁公安部は外国為替及び外国貿易法違反容疑でO、S、Aの3人を逮捕した。
安積伸介警部補は、逮捕後に作成されるべき弁解録取書をワープロで事前作成していた。それをSに差し出し、署名・捺印するよう求めた。そこには、Sが「社長の指示により許可を取らずに輸出した」との供述内容が書かれていた。Sは「絶対に同意できない」と拒否し「私が前から主張しているように、輸出管理支援団体のガイダンスに従って輸出したと書き換えてくれ」と頼むと、安積は修正に応じる意思を示した。修正作業が終わり、Sは渡された書類に署名捺印した。ところが改めて読み返すと「ガイダンスに従って」という文言は「社長らと共謀して」という文言になっていた。これを見たSは「日本の警察はこんなだまし討ちみたいなことするのか」と激高した。安積は宮園勇人第五係長に相談し、宮園は作り直すよう指示。その結果、署名入りの弁解録取書が2通存在することとなった。弁解録取書は2通とも検察へ送致されなければならなかったが、安積は最初に作成された弁解録取書を公文書であるにもかかわらず破棄した。
逮捕後、東京地検の塚部は部下に大川原化工機の社員を聴取させた。その結果、5人から噴霧乾燥機の温度が上がり切らない部分があると話しているという立件に不利な報告を受けた。勾留満期（20日間）は目の前に迫っていた。
2020年3月24日、公安部の捜査員2人が相談のため東京地検を訪れた。塚部は捜査員から公安部の省令解釈が業界では一般的でないことを初めて知らされた。塚部は「解釈自体が、おかしいという前提であれば起訴できない」「不安になってきた。大丈夫か。私が知らないことがあるのであれば問題だ」と捜査員に伝えた。
同年3月26日午前6時15分頃、公安部の捜査員は監察部門がある人事一課の24時間対応窓口に匿名で内部通報した。（1）安積が弁解録取書を廃棄したこと、（2）取り調べに立ち会った巡査部長の証言で廃棄が24日に明るみに出たが、安積が巡査部長に「これが公になると大変なことになるので、黙っていろ」と口止めしたこと、（3）廃棄について外事1課幹部らがもみ消しに走っていることの3点を、電話で伝えた。また、31日が社長らの勾留期限だとして「今すぐ動かないと検事が起訴してしまう」と訴えた。電話対応した男性は「上に報告します」と答えた。午前7時前、警視庁の庁舎に第五係の警部補4人が集まった。職場に最も早く出勤する外事一課ナンバー2の渡辺誠管理官に直談判するためだった。周囲に他の捜査員がいないことを確認し、4人は渡辺に「このままだと宮園係長は隠滅します」と弁録廃棄の徹底調査を訴えた。早朝に観察部門に電話した捜査員は通報の5時間半後、「今朝相談した者です。念のため、メールを送ってみます」と人事1課の窓口に送信した。3月28日頃、デスク役の警部補は外事一課の名倉圭一課長に弁録廃棄の問題を伝えた。
しかし名倉は捜査を止めず、渡辺は「お前たちの話は分かった」と言いつつ、取り合わなかった。人事一課から一度も連絡はなかった。

### 起訴、再逮捕、勾留の長期化
2020年3月31日、塚部は3人を起訴した。同年5月26日、公安部は「L-8i」の輸出の件で3人を再逮捕。同年6月15日、東京地検は「L-8i」について追起訴。捜査に関わった東京地検の当初の検察官は、公安部の捜査を問題視し取り合わなかったが、後継の塚部は公安部の言いなりで動いた。
同年8月24日、警視庁公安部長に迫田裕治警視監が、同年8月31日、公安部外事一課長に増田美希子警視正が就任。それまで外事一課の課長は警視庁で採用されたいわゆる「ノンキャリア」の警察官で占められていたが、ここに至り警視正のキャリア警察が就くことになった。増田は直前まで警察庁外事課の理事官を務めており、経済安保の旗振り役として期待されていた。
裁判所はO、S、Aの保釈請求を却下し続けた。Aは東京拘置所の中で体調を崩し、2020年9月15日に拘置所内で輸血を受けた。同月25日には重度の貧血となった。同月29日、弁護団が緊急の治療の必要性を理由に保釈を請求したが、加藤和宏検事は罪証隠滅のおそれがあると主張して反対し、裁判所も請求を却下した。Aは、同年10月7日、東京拘置所内の医師の診察および検査を受け、胃に悪性腫瘍があると診断された。同月16日、Aの勾留の執行停止が認められ、大学病院を受診し、進行胃がんと診断された。執行停止期間は、同日午前8時から午後4時までの8時間だった。
当該大学病院では執行停止中の手術および入院ができなかったので、弁護側は、東京地方裁判所に対し、改めてAの保釈を請求した。しかし、加藤検事は罪証隠滅のおそれがあるとしてなおも保釈に反対した。そして、東京地方裁判所も、保釈請求を却下した。Aは、保釈が認められず勾留執行停止に留まる場合でも入院および手術を受け入れてくれる医療機関を探し出した。そして、2020年11月5日、東京地方裁判所はAについて再度の執行停止を認め、Aは入院した。この頃、大川原化工機宛てに警視庁の封筒に入った内部告発の手紙が送られた。手紙は、警察に会社側に立った見解を持ち組織の意向に関係なく自身の意見を貫くタイプの人間がいると綴り、当該人物を法廷で証言させることを勧めていた。

### OとSの保釈、Aの死
2021年2月1日、弁護側はOとSについて6回目の保釈請求をした。このときもまた検察官は保釈に反対するも、同年2月4日、東京地裁は保釈許可決定をした。検察官は再び準抗告を申し立て、東京地裁刑事第11部は準抗告を棄却し、2月5日、OとSは約11か月ぶりに釈放された。2月7日、Aは病院で死去した。72歳だった。死去するまでの間に、保釈請求は一度も認められなかった。
一方で、公安部の一連の捜査は警察内部で高く評価された。公安部外事一課は2020年7月17日に警視総監賞を受賞し、同年12月8日に警察庁長官賞を受賞した。さらに警察庁は、安倍元首相の肝いりだった経済安全保障の実績として、2021年7月20日発刊の『警察白書』で本事件を取り上げた。

### 公訴取り下げ
経済産業省は捜査の初期段階から警視庁公安部と折衝を行っていたが、経産省は「RL-5」が規制対象外である可能性を公安部に幾度となく伝えていたものの、公安部の強硬な姿勢に屈し、最終的に捜査を黙認した。公安部は経産省や安全保障貿易情報センターとの折衝内容をメモとして残し、公安部のコンピューターに保存していた。弁護団はメモの存在を確認した上で同年5月24日、主張関連における証拠開示の請求として、メモの開示を検察官に求めた。検察は開示しなかったので6月22日、弁護団は裁判所に「検察が証拠の開示をする」請求をした。
公判前整理手続によって、同年7月15日に第1回公判期日が開かれることとなった。これに対し検察官は、弁護側からの証拠開示請求への対応を理由に、第1回公判を2か月程度延期するよう求め、さらには噴霧乾燥機が輸出規制の要件を満たすかどうか再検討する必要が生じたと述べた。弁護団は黒塗りでも構わないから開示してくれと再度求め、検察官は同年7月30日までに証拠開示をするとされ、第1回公判は8月3日に延期されることとなった。
一部黒塗りで開示すると約束していた期限にあたる7月30日、東京地検は公訴の取り下げを申し立て、裁判を終結させた。
警視庁公安部は「付属のヒーターで内部を空焚きし、細菌を1種類でも死滅できる温度が維持できれば殺菌に該当する」と解釈した上で温度実験も踏まえて同社の装置は殺菌能力を有すると判断し、立件に踏み切った。東京地検も起訴段階ではこの解釈を問題視しなかった。地検は公安部の法令解釈に従って乳酸菌が死滅するかを実験したが、同社の装置に殺菌能力は認められず、法令解釈について「うがった見方をすると『意図的に、立件方向にねじ曲げた』という解釈を裁判官にされるリスクがある。今後、上級庁に報告する」と指摘していたことから、起訴取り消しは東京高検、最高検を含め検察全体で決定したとみられる。

### 国家賠償請求訴訟
2021年9月8日、OとS、そしてAの遺族は、国と東京都に計約5億6500万円の損害賠償を求めて東京地裁に提訴。また、法律の上限となる計1127万5000円の刑事補償請求も申し立てた。
同年12月7日、東京地裁（平出喜一裁判長）は「仮に審理が続けられていれば、無罪判決を受けるべきものと認められる」と判断し、刑事補償法の上限となる計1130万円の補償を支払う決定を出した。
2022年4月13日、参議院本会議で立憲民主党の杉尾秀哉と日本共産党の田村智子が本事件について言及し、杉尾は「功を焦った公安警察の勇み足とも言えるこの事件は、反中ムードに乗じた経済安保の危うさを象徴している」と、田村は「経済安全保障によって、根拠も不明確なまま身柄を長期拘束し、ひたすら自白を強要する、人権じゅうりんの違法捜査が行われ得ることを示した事件」とそれぞれ代表質問をした。杉尾と田村は岸田文雄内閣総理大臣に答弁を求めるが、岸田は「犯罪の捜査は、御指摘のような問題が生じることがないよう、刑事訴訟法に定める適切な、適正な手続に従って行われるものであると承知をしている」と答えた。
警察庁は起訴取り消しの10日前に当たる2021年7月20日、令和3年版の『警察白書』を発刊し、社名などを匿名にした上で、逮捕に至る事案の概要を紹介していた。2022年8月、大川原化工機の代理人弁護士は警察庁に対し「警察白書」から当該事件の記載を削除するよう要請した。
2023年6月30日、東京地裁で開かれた口頭弁論で、警視庁公安部に所属していた4人の警察官に対する証人尋問が行われた。公安部外事1課の男性警部補は、原告側の弁護士から「事件はでっち上げだと思うか」と問われると、事件について「まあ、捏造ですね」と証言した。原告側の弁護士がなぜこんなことをやったのかと問い返すと「捜査員の個人的な欲でそうなった」と答えた。裁判長が「欲を抱く理由は何か」と質問すると「定年も視野に入ると、自分がどこまで上がれるかを考えるようになる」と答えた。また「業績につながるということか」と尋ねられると「はい」と答えた。別の公安部の警察官も「捜査幹部がマイナス証拠をすべて取り上げない姿勢があった。きちんと反証していれば、こんなことは起きなかった」と証言した。
同年7月5日、捜査ならびに起訴を担当した検事の塚部が証人として出廷。原告側の弁護士から長期間の勾留や、その間にAが亡くなったことについて謝罪の気持ちがあるか問われると、塚部は「当時、起訴すべきと判断したことは間違っていないと思うので、謝罪の気持ちはない」と答えた。公安部の捜査員から起訴する上でマイナスとなる指摘を受けたかを問われると「ない」と答え「不利な証拠があるかもしれないと疑いを持てば確認するが、疑いは持たなかった」と証言した。この日の塚部の証言内容は、公安部捜査員が作成した3月24日の塚部と打ち合わせの記録の内容と矛盾するが、12月22日の毎日新聞報道までは明らかにされなかった。
同年7月6日、警察庁は『警察白書』から事件に関する記載を削除したと明らかにした。当事者側からの要請にもかかわらず、1年近く削除されなかったことについて、谷公一国家公安委員会委員長は7月7日「警察庁に対し、削除がこの時期になったという経緯も含めて、丁寧な説明を行うよう指示した。説明することで関係者の理解を得るよう努めていただきたい」と述べた。さらに同年10月13日には、事件の捜査をめぐり公安部に授与されていた警察庁長官賞と警視総監賞を警視庁が返納していたことが分かった。
同年12月27日、東京地裁は判決で、逮捕や起訴などについて「必要な捜査を尽くすことなく行われたものであり、違法である」と指摘。信用回復のために会社として行った営業上の労力なども踏まえて、国と東京都に合わせて1億6200万円余りの賠償を命じた。
2024年1月10日、国と都は判決を不服として東京高等裁判所に控訴した。これを受けて、会社側も控訴した。会社側の関係者は取材に対し、控訴する理由について「地裁判決の結論部分は評価できる一方、公安部の捜査の悪質性に関する認定が不十分な面がある」と説明した。高裁の公判で、Aの取り調べを担当した松本吉博警部は「Aや遺族に対しての謝罪はないのか」との問いかけに対し、「謝罪はない」と答えた。
同年3月12日、立憲民主党の杉尾秀哉は参議院内閣委員会で、事件に関与した職員の処分はあったのかと質問。警察庁の迫田裕治警備局長は、警視庁公安部に授与した警察庁長官賞は2023年7月27日に返納されたこと、残りの警視総監賞や公安部長賞も返納済みであること、警察白書の記載も同年7月6日に削除したことなどを説明したが、処分は「現時点で行っていない」と答えた。 
同年3月21日、Aの死亡は勾留先の東京拘置所の医師が適切な措置を怠ったためだとして、Aの遺族3人が国に1000万円の損害賠償を求めている訴訟につき、東京地裁（男沢聡子裁判長）は国の責任を認めず、遺族らの請求を棄却した。遺族は「人命軽視だ」として判決を批判した。遺族側は控訴したが、同年11月6日東京高等裁判所（木納敏和裁判長）はこれを棄却した。
同年3月25日、大川原化工機は、逮捕時のSに対する弁解録取書を故意に破棄したなどとして、取り調べを担当した安積伸介警部補（当時）と捜査を指揮した宮園勇人警部（当時）を公用文書毀棄と虚偽有印公文書作成・同行使の疑いで警視庁刑事部捜査第二課に刑事告発した。
同年11月20日、警視庁捜査第二課は同庁公安部の当時の警部、警部補、巡査部長の捜査員3人を虚偽有印公文書作成・同行使と公文書毀棄の疑いで書類送検した。しかし3人は「故意や共謀の認定に疑義がある」との理由から、2025年1月8日付で東京地検によって不起訴処分となった。同月、S側は警部と警部補について検察審査会に審査を申し立てた。東京第四検察審査会は警部補について2月25日付で不起訴不当と議決した。議決では、罪に問われるとの意識が警部補にあった可能性を指摘し「虚偽公文書に当たり、警部補はそうと知りながら故意に作成したと考えられる。不起訴の再考が必要だ」とした。警部については「警部補との共謀を認める証拠がない」として不起訴相当とした。議決を受け東京地検は再捜査を行い、3月10日、翌11日で時効になる公用文書毀棄について再び不起訴処分とした。公訴時効の満了まで約2年ある虚偽有印公文書作成・同行使の疑いについては、再捜査を続ける。
2025年5月28日、東京高裁（太田晃詳裁判長）は1審に続いて警察と検察の捜査の違法性を認め、国と東京都に合わせて1億6600万円余りの賠償を命じた。1審よりも逮捕された3人の慰謝料などをおよそ400万円増額した。争点だった噴霧乾燥機の輸出規制の要件を巡り、一審は警察の解釈について違法性を認定しなかったが、今回の判決では「合理性を欠く解釈」「再考せず（解釈を）前提として逮捕に踏み切った」などの言葉が並んだ。6月11日、国と東京都は最高裁に上告しないことを表明し、同月12日に高裁判決は確定した。警視庁は捜査の問題点を洗い出す「検証チーム」を立ち上げ、再発防止策をとりまとめると述べた。
同年6月20日、警視庁の鎌田徹郎副総監と東京地検の森博英公安部長が大川原化工機の本社を訪れ、O、S、集まった社員ら約40人に対し、直接謝罪した。鎌田は謝罪の際、Sの名を「山本様」と間違って呼び、森も社名を「大川原化工機工業」と間違えた。社員からは「あり得ない」と怒りの声が上がった。Aの遺族は、「真相が説明されていない」として謝罪を拒否し、欠席した。

## 東京地裁判決後の警視庁と検察庁の対応
2023年12月27日の東京地裁判決で違法捜査が認定されたことを受け、警視庁は2024年1月に公安総務課に理事官級の捜査指導官を新たに置き、暫定的なプロジェクトチームも公安部内から集めた約20人態勢で設置した。公安・外事捜査の指導に当たるとともに、担当部署が収集した証拠を第三者の目で吟味する体制を整えた。2025年10月には、プロジェクトチームを捜査指導室に移行し、公安総務課内の正式な組織として新設する予定。
公安部では逮捕や起訴に至る事件の数が限られているため、捜査経験を積みにくいことが課題になっていることから、公安部の若手捜査員を刑事部など他セクションの業務に従事させ、捜査経験を積ませる新たな取り組みを始めた。2025年度の派遣は警部補と巡査部長計6人。派遣先は、殺人事件などの凶悪事件を扱う刑事部捜査第1課や、防犯カメラの解析を担当する同部の捜査支援分析センター、経済事件などを扱う生活安全部の生活経済課などで、任期は1～2年。公安部と併任の形で所属し、各担当の最前線で事件捜査に従事する。
2025年6月、警視庁は鎌田徹郎副総監をトップとする検証チームを設置。歴代の公安部長以下の幹部や捜査員計47人の聞き取り調査や捜査メモを含む書類の精査をした。
同年8月7日、警視庁は検証報告書を公表。検証結果を受け、迫田裕治警視総監は記者会見を開いて謝罪した。国賠訴訟をめぐる東京高裁判決は安積伸介警部補の取り調べを「偽計的」として違法と認定したが、検証報告書は「警部補は（取り調べの）趣旨や重要性に対する著しい理解不足によって不適正な手続きを行った」と指摘するにとどめた。事件の捜査に携わった捜査員は、違法認定判決を明らかに無視するものとして、報告書を批判。「事件の本質を探ろうとしていない逃げ腰の内容だ」と述べた。大川原化工機は記者会見を開き、O社長は「個人個人の責任に深く突っ込んでいない」と述べた。代理人の高田剛弁護士は、警視庁が冤罪の原因を「捜査指揮系統の機能不全」と結論付けたことに強い違和感を覚えると述べた。
同日、警察庁と警視庁は、捜査当時の警視庁公安部の幹部や捜査員だった9人を処分し、退職している10人を「処分相当」とした。
同日、最高検察庁も検証結果を公表。担当した検察官などの処分は行わないとした。同庁は報告書で、検事が起訴する際、有罪の疑いを弱める「消極証拠」があったにもかかわらず適切な評価をできなかったと指摘。勾留中に進行胃がんで死去したAについては「生命に関わる重篤な病状だと容易に把握できた」とし、拘置所に治療状況を確認する必要があったと指摘。そのうえで「あえて反対の意見を述べないなど柔軟な対応をとることが相当であった」と記した。

## その他
本事件において、警視庁の警察官が、捜査の違法性を指摘する公益通報を、2023年に3度に亘り警視庁の内部通報窓口に対し行ったにもかかわらず、警視庁が調査の可否を3か月以上にわたり通知していなかったり、調査の着手時期や進行状況を通報者に2024年12月の時点で伝えていないことが明らかになった。公益通報者保護法の趣旨に反し違法であると指摘されている。